# Les Arts de la Femme
Les Arts de la Femme (29 maart 1908 - 1918) was een Brusselse kunstenaarsvereniging, opgericht door kunstenaar Mathilde Mayer (1856 - 1926), onder Hoge Bescherming van Elisabeth in Beieren (1876 - 1965).

## Missie
‘Les Arts de la Femme’ was een vereniging voor en door vrouwen, met als doel ondersteuning te bieden aan vrouwelijke kunstenaars door het op de markt brengen van hun voorgebrachte kunstnijverheid. Ze hielpen de vrouwen hun werken tentoon te stellen of het op te bergen in een depot. Bij een verkoop zorgden ze dat het geld naar de kunstenares in kwestie ging.
‘Les Arts de la Femme’ vestigden zich in een eclectisch gebouw, Elsensesteenweg 60, te Elsene. De locatie werd gebruikt als galerie en opslagplaats. Hier werden ook tentoonstellingen georganiseerd, bijvoorbeeld de jaarlijkse Wintertentoonstelling. Buiten de (permanente) tentoonstellingen en galeries die georganiseerd werden door de ‘Les Arts de la Femme’ zelf, nam de vereniging ook deel aan externe en internationale tentoonstellingen, zoals de Wereldtentoonstelling van 1913 te Gent.
Vanaf het tweede jaar dat ‘Les Arts de la Femme’ actief was, werd een afdeling voor kantwerk opgericht.

## Samenstelling
De organisatie van ‘Les Arts de la Femme’ bestond uit een raad van bestuur, een adviserende commissie, de afdeling kantwerk en de technisch artistieke commissie.
De technisch artistieke commissie controleerde de kwaliteit van de werken. Ze tolereerden alleen hoogstaande kwalitatieve werken door de vereiste toestemming van de technisch artistieke commissie. Ze onderscheiden drie secties met elk een wekelijks controlemoment:
- Handwerk en weefsel nijverheden
- Toegepaste kunsten zoals lederwerk, schilderen, email, pyrogravure, etc.
- Kantwerk

## Opheffing
In 1914 breekt de grote oorlog uit waardoor het verderzetten van de normale activiteiten zoals het organiseren van tentoonstellingen en galeries verstoord werd. De exacte einddatum van de vereniging is niet bekend. In 1918 werd ‘Les Arts de la femme’ een laatste keer vernoemd in ‘Le Messager de Bruxelles’ een krant, waarin een tentoonstelling over schilderkunst wordt vermeld.